# تيد هاردينغ
تيد هاردينغ (بالإنجليزية: Ted Harding)‏ هو سياسي أسترالي، ولد في 12 يونيو 1921 في بوين في أستراليا، وتوفي في 3 فبراير 2004 في تاونسفيل في أستراليا. حزبياً، نشط في حزب العمال الأسترالي. وقد انتخب عضو مجلس النواب الأسترالي عن دائرة هربرت ‏ (9 ديسمبر 1961 – 26 نوفمبر 1966).